# Jan Jankeje
Jan Jankeje (* 30. Juli 1950 in Bratislava, Tschechoslowakei; eigentlich Ján Jankeje) ist ein (Jazz-)Musiker, Komponist, Bassist, Bandleader und Produzent.

## Leben und Wirken
Jankeje emigrierte 1968 im Prager Frühling nach Deutschland und lebt seitdem in Weinsberg nördlich des Stuttgarter Raumes. Er arbeitete mit internationalen Jazzgrößen wie Ella Fitzgerald, Benny Goodman, Eugen Cicero, Al Casey, Benny Waters, Attila Zoller, George Wein, Joe Pass, Tal Farlow, Horst Jankowski, Oscar Klein und Jaco Pastorius; auch tourte er mit Dieter Bihlmaier und mit Hans-Jürgen Bocks Ragtime Specht Groove. Mit seiner Frau Gerti Jankejova (1945–2020) gründete er 1974 seine eigene Schallplattenfirma Jazzpoint Records. Auf diesem Label erschienen neben seinen eigenen Platten auch die ersten Aufnahmen Biréli Lagrènes, mit dem er von 1979 an acht Jahre zusammenarbeitete, sowie Studio- und Liveaufnahmen von Jaco Pastorius. Mit Bernd Marquart gründete er 1988 die Jazz Jokers, die im selben Jahr mit einer gleichnamigen CD debütierten, international tourten und auf Festivals spielten (Edinburgh Jazz Festival). Auch spielte er Gypsy-Jazz mit Wedeli Köhler, Diz Disley, Manno Guttenberger.
Jankeje schrieb das Lied Erster Tango, zu dem Jeanne Moreau in Rainer Werner Fassbinders letztem Film Querelle tanzt.